# Mouthoumet
Mouthoumet  (en occitan : Motomet ) est une commune française, située dans le sud du département de l'Aude en région Occitanie. En 2010, elle comptait 116 Mouthoumetais. La commune est située à cœur des Corbières sur l'ancienne route nationale 613 aujourd'hui route départementale. Le regroupement en village a eu lieu entre le XIe siècle et le XIIe siècle sur l'emplacement actuel des habitations. La commune est située sur le territoire de deux zones natura 2000, « vallée de l'Orbieu » et « Hautes-Corbières », elle est aussi traversée du nord au sud par le GR 36.
Sur le plan historique et culturel, la commune fait partie du massif des Corbières, un chaos calcaire formant la transition entre le Massif central et les Pyrénées. Exposée à un climat méditerranéen, elle est drainée par le ruisseau de Caulière et par divers autres petits cours d'eau. La commune possède un patrimoine naturel remarquable : deux sites Natura 2000 (les « hautes Corbières » et la « vallée de l'Orbieu ») et quatre zones naturelles d'intérêt écologique, faunistique et floristique.
Mouthoumet est une commune rurale qui compte 115 habitants en 2022, après avoir connu un pic de population de 397 habitants en 1856. Ses habitants sont appelés les Mouthoumetais ou  Mouthoumetaises.

## Géographie

### Localisation
Mouthoumet est un village de l'Aude situé à vol d'oiseau à 46,3 km au sud-ouest de Narbonne, 41,8 km au nord-ouest de Perpignan, 112,3 km au sud-est de Toulouse et 31,9 km au sud-est de Carcassonne.

### Communes limitrophes
Les communes limitrophes sont  Auriac, Lanet, Laroque-de-Fa, Salza et Termes.
| Salza | Vignevieille (par un quadripoint) | Termes        |
| Lanet | Mouthoumet                        | Laroque-de-Fa |
|       | Auriac                            |               |

### Géologie et relief

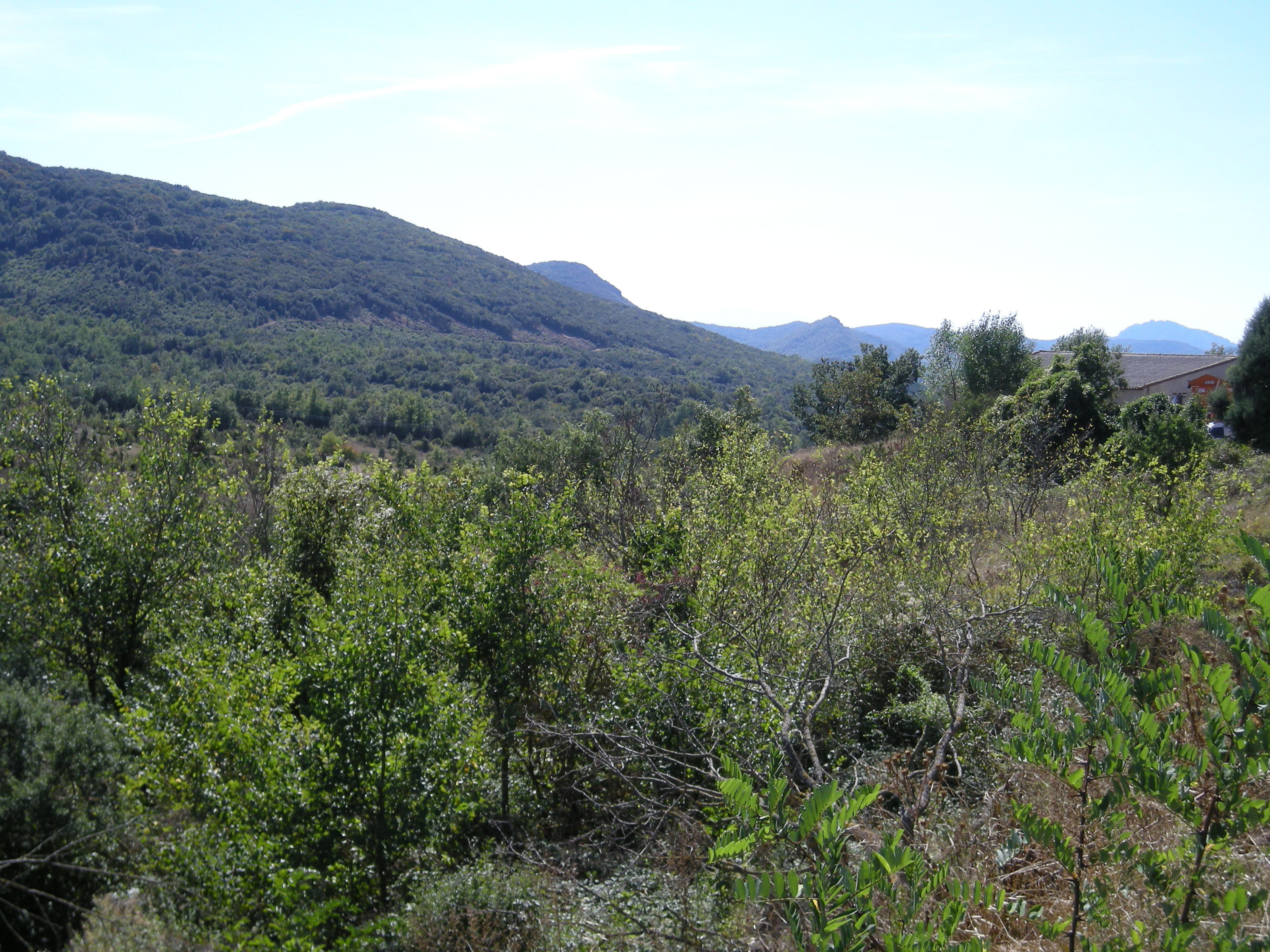
Vue sur le sud des Corbières depuis le plateau de Mouthoumet.

Mouthoumet est située au cœur du Massif des Corbières sur le plateau de Mouthoumet. L'altitude de la commune varie de 400 m à 704 m pour une moyenne de 552 m, celle-ci est classée parmi les communes de montagne. La route d'accès par Laroque-de-Fa passe par le col des Fourches (540 m) pour atteindre le plateau.

### Hydrographie
La commune est dans la région hydrographique « Côtiers méditerranéens », au sein du bassin hydrographique Rhône-Méditerranée-Corse. Elle est drainée par le ruisseau de Caulière, le ruisseau de Fontvive, le ruisseau de la Tuilerie, le ruisseau de Laval, le ruisseau de Rabichol, le ruisseau des Coumes, le ruisseau des Pommiers, le ruisseau des Vaquiers et le ruisseau de Vignegairet, qui constituent un réseau hydrographique de 14 km de longueur totale,.

### Climat
Pour des articles plus généraux, voir Climat de l'Occitanie et Climat de l'Aude.
En 2010, le climat de la commune est de type climat méditerranéen altéré, selon une étude s'appuyant sur une série de données couvrant la période 1971-2000. En 2020, Météo-France publie une typologie des climats de la France métropolitaine dans laquelle la commune est dans une zone de transition entre le climat de montagne et le climat méditerranéen et est dans une zone de transition entre les régions climatiques « Pyrénées orientales » et « Provence, Languedoc-Roussillon ».
Pour la période 1971-2000, la température annuelle moyenne est de 12,6 °C, avec une amplitude thermique annuelle de 14,9 °C. Le cumul annuel moyen de précipitations est de 899 mm, avec 9 jours de précipitations en janvier et 4,6 jours en juillet. Pour la période 1991-2020, la température moyenne annuelle observée sur la station météorologique installée sur la commune est de 12,5 °C et le cumul annuel moyen de précipitations est de 837,6 mm,. Pour l'avenir, les paramètres climatiques de la commune estimés pour 2050 selon différents scénarios d'émission de gaz à effet de serre sont consultables sur un site dédié publié par Météo-France en novembre 2022.
| Mois                                  | jan.          | fév.           | mars            | avril           | mai           | juin          | jui.          | août           | sep.           | oct.            | nov.          | déc.            | année      |
| ------------------------------------- | ------------- | -------------- | --------------- | --------------- | ------------- | ------------- | ------------- | -------------- | -------------- | --------------- | ------------- | --------------- | ---------- |
| Température minimale moyenne (°C)     | 2             | 2              | 4,4             | 6,1             | 9,5           | 13            | 15,2          | 15,4           | 12,5           | 9,7             | 5,4           | 2,8             | 8,2        |
| Température moyenne (°C)              | 5,3           | 5,7            | 8,4             | 10,6            | 14,1          | 18,2          | 20,8          | 21             | 17,4           | 13,6            | 8,8           | 6,1             | 12,5       |
| Température maximale moyenne (°C)     | 8,5           | 9,3            | 12,5            | 15              | 18,7          | 23,3          | 26,4          | 26,6           | 22,3           | 17,5            | 12,1          | 9,3             | 16,8       |
| Record de froid (°C) date du record   | −7,9 08.01.09 | −10,8 08.02.12 | −8,5 01.03.05   | −2,6 14.04.1998 | 0 04.05.10    | 5 12.06.19    | 8,1 12.07.00  | 7,9 30.08.1993 | 4,5 29.09.1993 | −1,4 23.10.1991 | −8 22.11.1998 | −7,6 15.12.1995 | −10,8 2012 |
| Record de chaleur (°C) date du record | 21,7 01.01.22 | 23,3 27.02.19  | 25,5 21.03.1990 | 27,7 09.04.11   | 32,4 30.05.01 | 37,1 17.06.22 | 36,8 16.07.22 | 39,1 23.08.23  | 34,2 03.09.16  | 29,6 06.10.23   | 24,5 11.11.15 | 22,9 31.12.21   | 39,1 2023  |
| Précipitations (mm)                   | 94,3          | 71,1           | 77              | 83,3            | 66,2          | 40,4          | 29,3          | 36,4           | 60,3           | 84,2            | 100,4         | 94,7            | 837,6      |

### Voies de communication et transports
Le village est desservi par l'ancienne nationale 613 qui relie Narbonne à Ax-les-Thermes en traversant les Corbières puis le pays de Sault. La D 82 part vers le nord depuis Mouthoumet, cette route en cul-de-sac permet de rejoindre Salza.

### Milieux naturels et biodiversité

#### Réseau Natura 2000

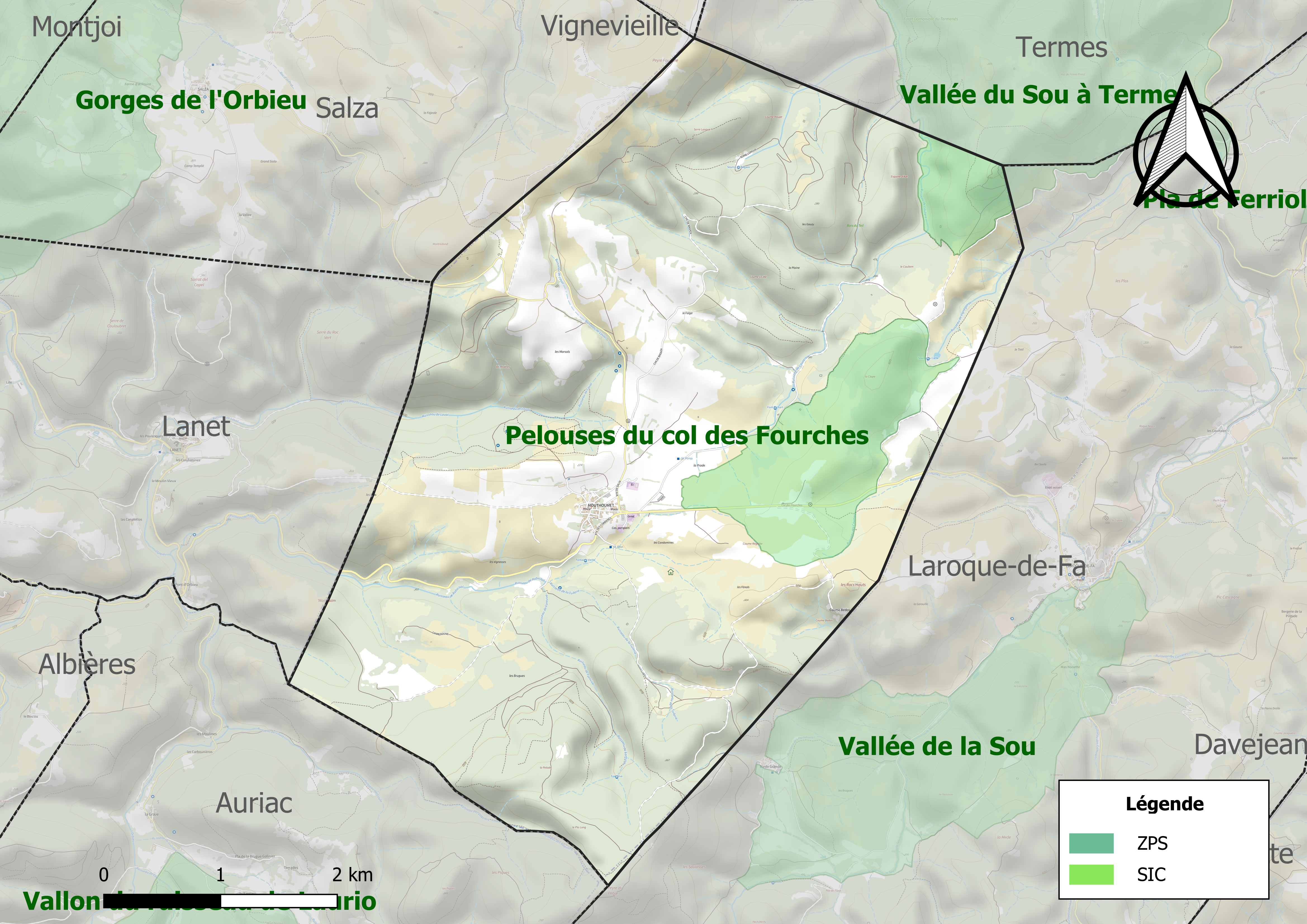
Site Natura 2000 sur le territoire communal.

Le réseau Natura 2000 est un réseau écologique européen de sites naturels d'intérêt écologique élaboré à partir des directives habitats et oiseaux, constitué de zones spéciales de conservation (ZSC) et de zones de protection spéciale (ZPS).
Un site Natura 2000 a été défini sur la commune au titre de la directive habitats :
- la « vallée de l'Orbieu », d'une superficie de 17 765 ha, servant d'habitat, entre autres, pour le Barbeau méridional et du Desman des Pyrénées en limite nord de répartition[14]

et un au titre de la directive oiseaux : 
- les « hautes Corbières », d'une superficie de 28 398 ha, accueillant une avifaune riche et diversifiée : rapaces tels que les Busards, l'Aigle Royal, le Circaète Jean-le-Blanc, qui trouvent sur place des conditions favorables à la nidification et à leur alimentation du fait de l'importance des milieux ouverts[15].

#### Zones naturelles d'intérêt écologique, faunistique et floristique
L’inventaire des zones naturelles d'intérêt écologique, faunistique et floristique (ZNIEFF) a pour objectif de réaliser une couverture des zones les plus intéressantes sur le plan écologique, essentiellement dans la perspective d’améliorer la connaissance du patrimoine naturel national et de fournir aux différents décideurs un outil d’aide à la prise en compte de l’environnement dans l’aménagement du territoire.
Deux ZNIEFF de type 1 sont recensées sur la commune :
les « pelouses du col des Fourches » (114 ha), et 
la « vallée du Sou à Termes » (751 ha), couvrant 3 communes du département
et deux ZNIEFF de type 2, : 
- les « Corbières centrales » (68 810 ha), couvrant 56 communes dont 54 dans l'Aude et 2 dans les Pyrénées-Orientales[19] ;
- les « Corbières occidentales » (59 005 ha), couvrant 66 communes du département[20].

Carte des ZNIEFF de type 1 et 2 à Mouthoumet.
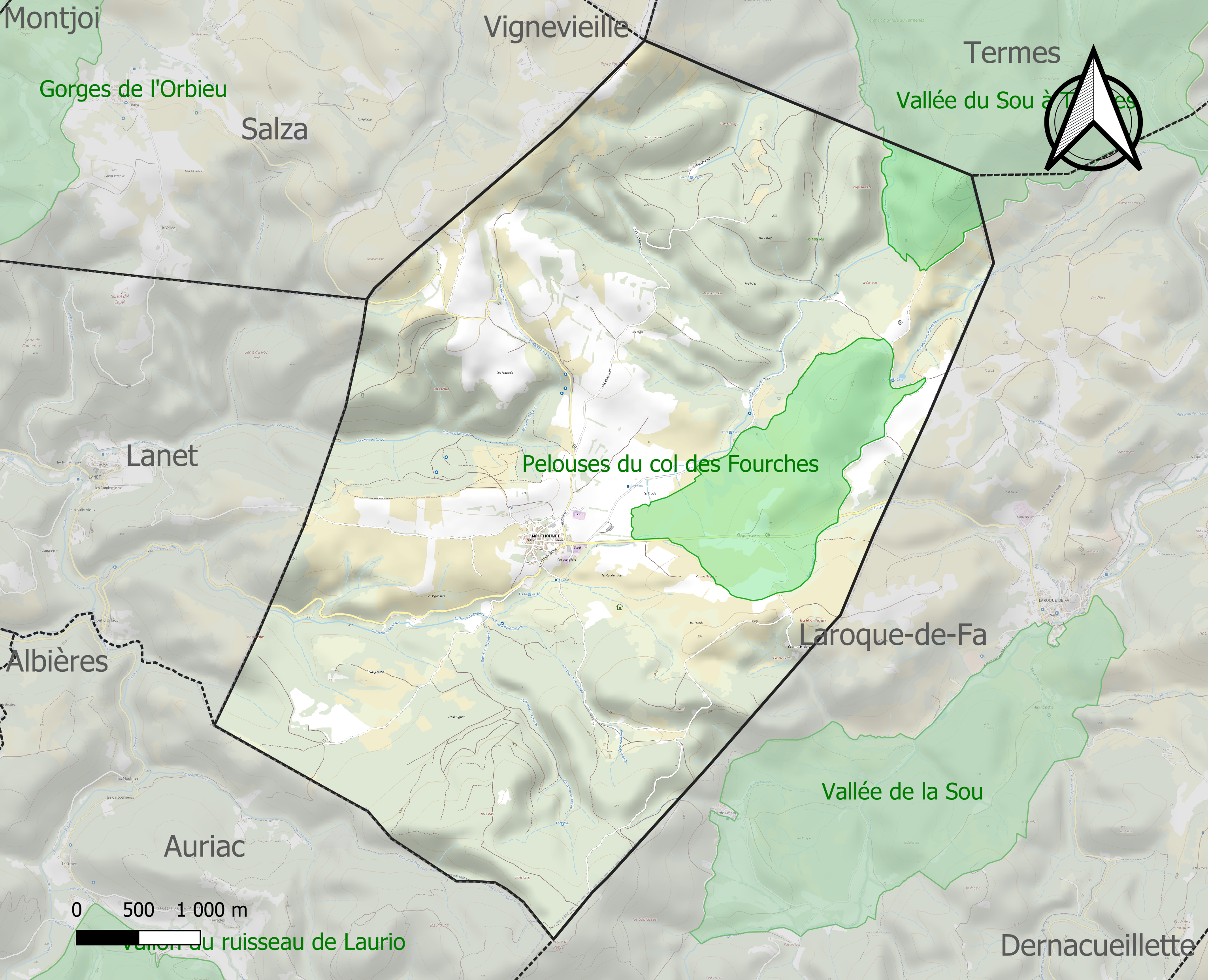
Carte des ZNIEFF de type 1 sur la commune.
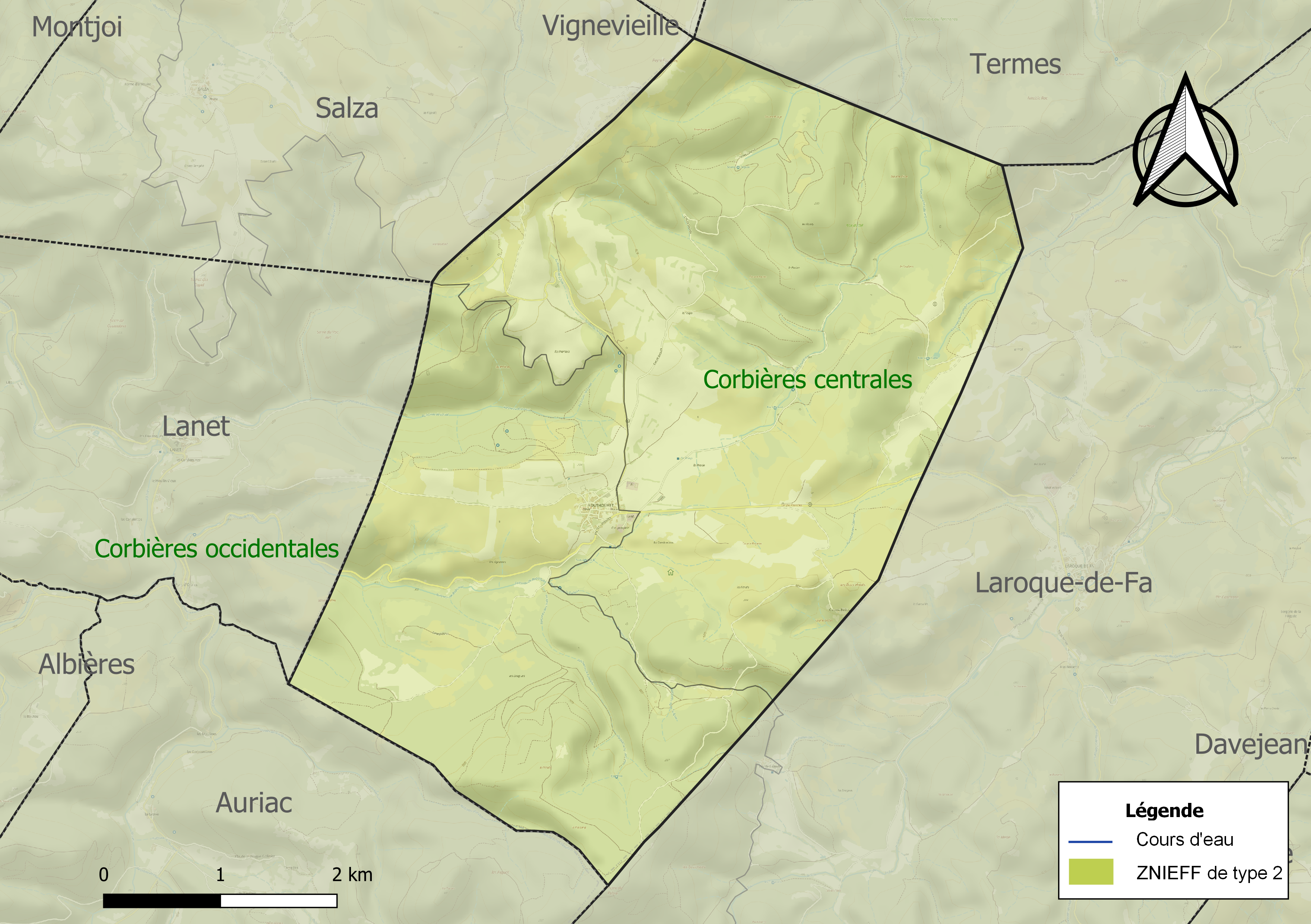
Carte des ZNIEFF de type 2 sur la commune.

## Urbanisme

### Typologie
Au 1er janvier 2024, Mouthoumet est catégorisée commune rurale à habitat dispersé, selon la nouvelle grille communale de densité à 7 niveaux définie par l'Insee en 2022.
Elle est située hors unité urbaine et hors attraction des villes,.

### Occupation des sols
L'occupation des sols de la commune, telle qu'elle ressort de la base de données européenne d’occupation biophysique des sols Corine Land Cover (CLC), est marquée par l'importance des forêts et milieux semi-naturels (76,2 % en 2018), en augmentation par rapport à 1990 (74,9 %). La répartition détaillée en 2018 est la suivante : 
forêts (47,4 %), milieux à végétation arbustive et/ou herbacée (28,8 %), prairies (23,8 %). L'évolution de l’occupation des sols de la commune et de ses infrastructures peut être observée sur les différentes représentations cartographiques du territoire : la carte de Cassini (XVIIIe siècle), la carte d'état-major (1820-1866) et les cartes ou photos aériennes de l'IGN pour la période actuelle (1950 à aujourd'hui).

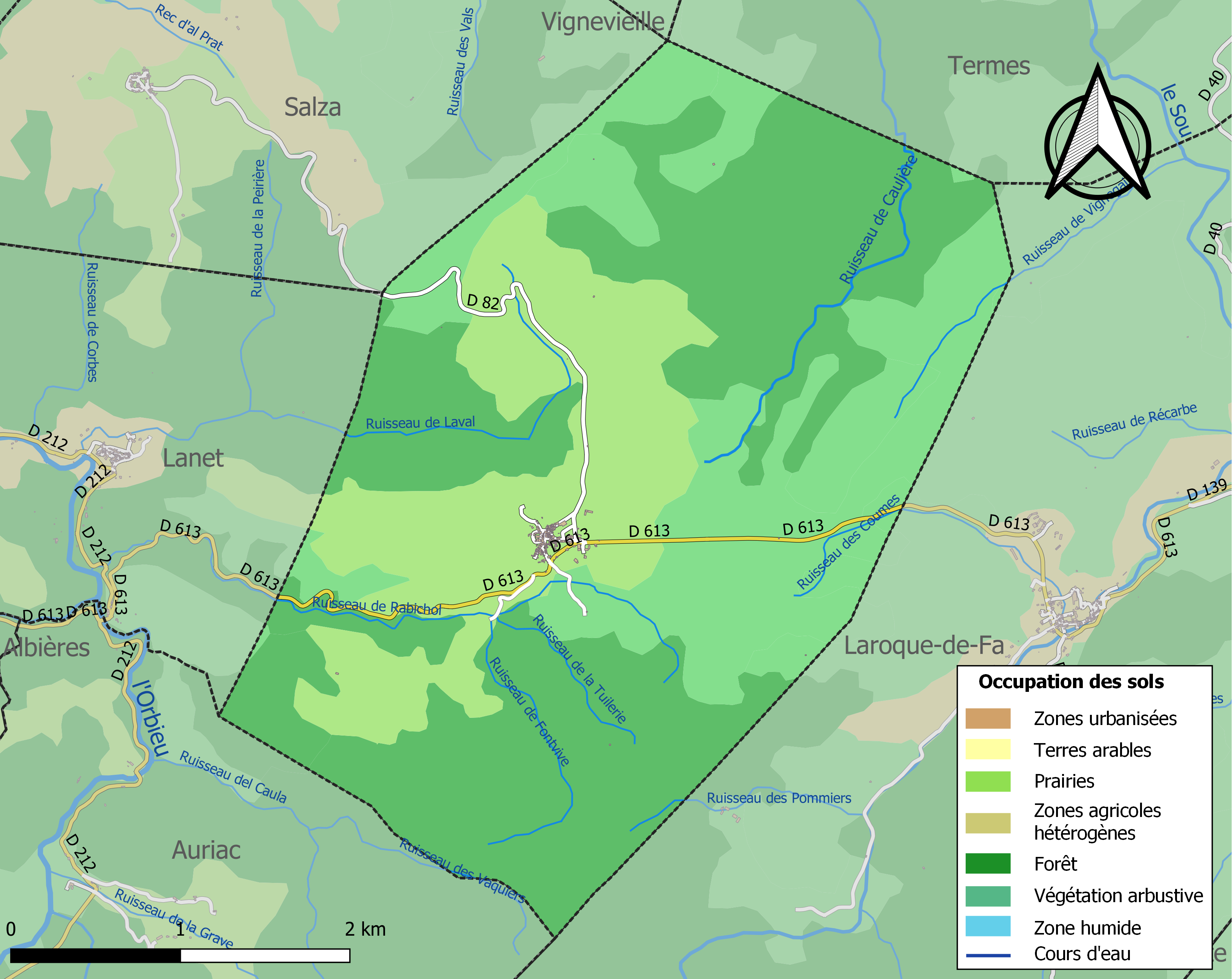
Carte des infrastructures et de l'occupation des sols de la commune en 2018 (CLC).

### Logement
En 2009, le nombre total de logements dans la commune était de 91.
Parmi ces logements 60,7 % étaient des résidences principales, 29,4 % des résidences secondaires et 9,8 % des logements vacants. Ces logements étaient pour 87.8 % d'entre eux des maisons individuelles et pour 10,2 % des appartements.
La proportion de résidences principales, propriétés de leurs occupants était de 56,7 %.

### Risques majeurs
Le territoire de la commune de Mouthoumet est vulnérable à différents aléas naturels : météorologiques (tempête, orage, neige, grand froid, canicule ou sécheresse), feux de forêts et séisme (sismicité faible). Un site publié par le BRGM permet d'évaluer simplement et rapidement les risques d'un bien localisé soit par son adresse soit par le numéro de sa parcelle.

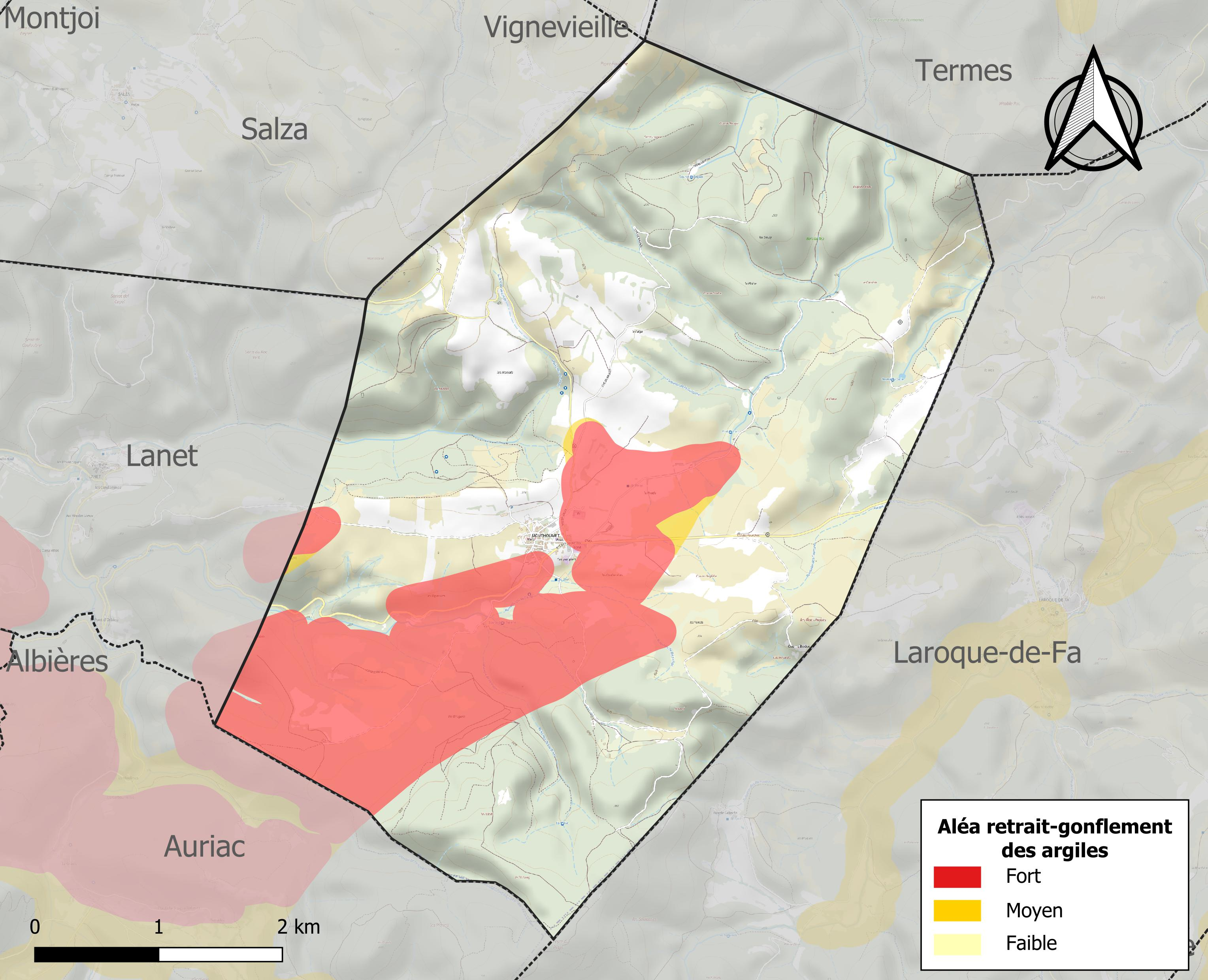
Carte des zones d'aléa retrait-gonflement des sols argileux de Mouthoumet.

Le retrait-gonflement des sols argileux est susceptible d'engendrer des dommages importants aux bâtiments en cas d’alternance de périodes de sécheresse et de pluie. 20,9 % de la superficie communale est en aléa moyen ou fort (75,2 % au niveau départemental et 48,5 % au niveau national). Sur les 89 bâtiments dénombrés sur la commune en 2019, 21 sont en aléa moyen ou fort, soit 24 %, à comparer aux 94 % au niveau départemental et 54 % au niveau national. Une cartographie de l'exposition du territoire national au retrait gonflement des sols argileux est disponible sur le site du BRGM,.

## Histoire
Les paysans du plateau de Mouthoumet se sont regroupés entre le XIe et le XIIe siècle pour se protéger. C’est à cette époque que Mouthoumet est passé sous la protection de la famille de Termes. Fortifié dès 1260, le bourg en a conservé la mémoire, notamment de discrets vestiges de remparts et un passage couvert. La seigneurie a été vendue par Olivier de Termes en 1263 au baron de Moux, Raymond d'Aban, et est restée dans cette famille jusque vers 1570 quand elle est passée par mariage dans celle de Chambert puis peu après chez les de Casamajour qui la tenaient au moment de la Révolution.
En 1573, durant les guerres de Religion le village a été assiégé par les calvinistes.

## Politique et administration

Carte des arrondissements de l'Aude

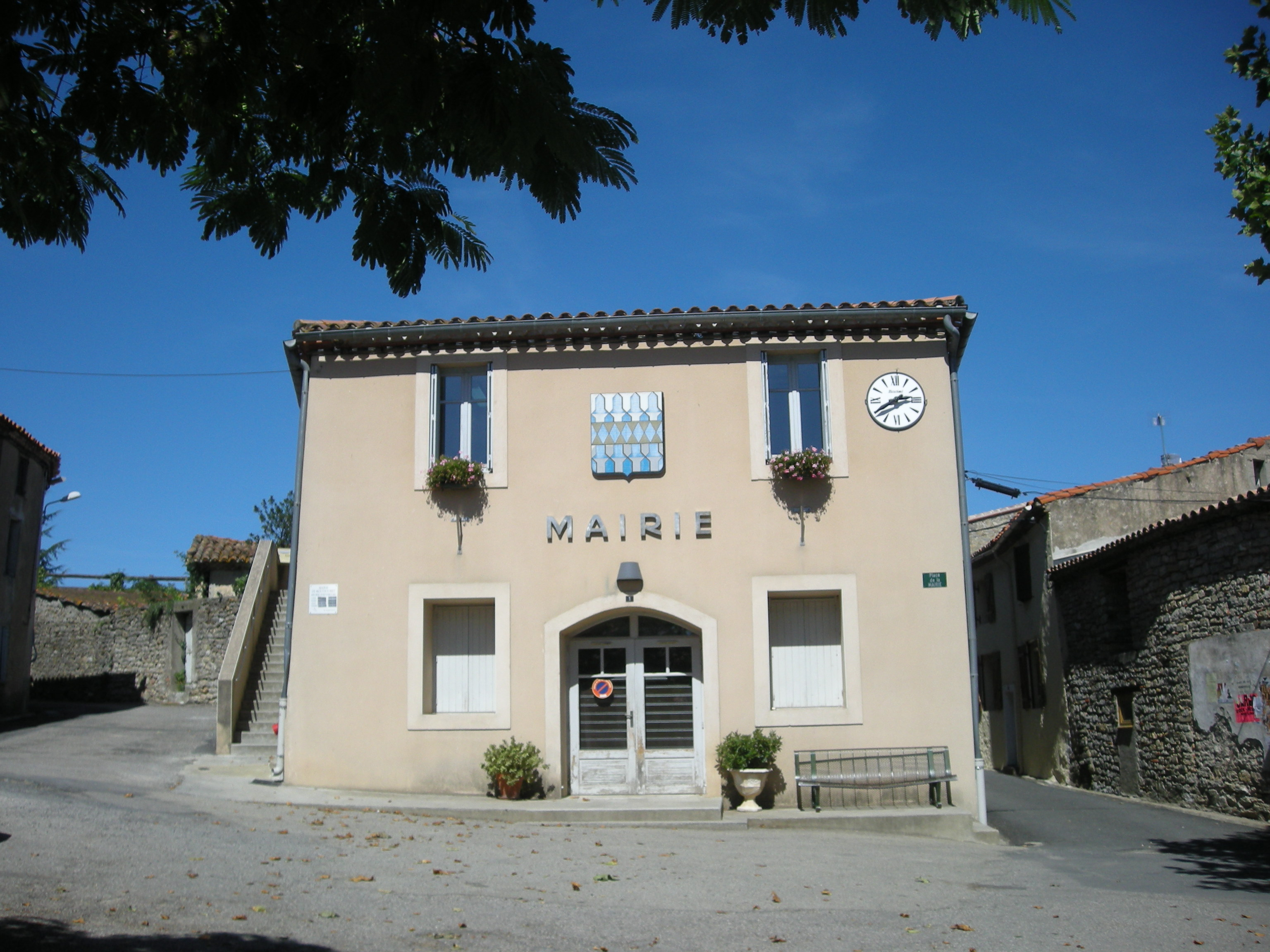
Mairie de Mouthoumet.

Mouthoumet n' est plus le chef-lieu du canton de Mouthoumet et n’est plus le siège de la communauté de communes du Massif de Mouthoumet.

### Administration municipale
La commune comptant moins de 100 habitants au dernier recensement, le nombre de membres du conseil municipal est de neuf et non pas de huit comme indiqué sur le site de la mairie.

### Tendances politiques
L'élection présidentielle de 2002 a amené Jacques Chirac et Lionel Jospin à égalité au premier tour (14 voix et 22.58 % chacun) devant Noël Mamère et Arlette Laguiller (6 voix et 9.68%) avant de voter à une écrasante majorité pour Jacques Chirac (56 voix contre 3 et 94.92 % contre 5.08 %) au second tour,.
L'élection présidentielle de 2007 ont amené en tête Ségolène Royal (22 voix et 32.14 %) devant Nicolas Sarkozy (19 voix et 26.03 %) et Jean-Marie Le Pen (9 voix et 12.33 %) avant de donner la majorité à Ségolène Royal (45 voix et 60.81 %) au second tour.
L'élection présidentielle de 2012 ont amené Jean-Luc Mélenchon en tête (27 voix et 37 %) devant François Hollande (21 voix et 28.77 %) et Marine Le Pen (14 voix et 19.18 %) avant de donner une large majorité à François Hollande (51 voix et 79.69 %) au second tour.
À l'image des villages des Corbières, Mouthoumet est une commune de gauche ayant des penchants pour les partis d'extrême gauche et d'extrême droite.

### Liste des maires
Cinq maires seulement se sont succédé depuis la Seconde Guerre mondiale :

### Politique environnementale
La zone natura 2000 vallée de l'Orbieu qui comprend toutes les communes qui ont sur l'Orbieu de sa source à son embouchure ainsi que la tête du bassin versant. L'altitude maximale est de 910 m et l'altitude minimale de 20 m. Cette zone fait partie de la directive habitats qui a pour rôle de limiter la réduction des habitats indispensables à la survie des espèces. On y trouve des écrevisses à pattes blanches, rosalies des Alpes, desman des Pyrénées mais aussi des loutres et des barbeaux méridionaux ainsi que quatre espèces de chauves-souris : grand murin, petit murin, grand rhinolophe, petit rhinolophe et rhinolophe euryale.
Laroque-de-Fa fait partie de la zone natura 2000 « Hautes-Corbières » s'étend de Dernacueillette à Espéraza d'est en ouest et jusqu'à Villebazy au nord couvrant ainsi toute la partie centrale du massif des Corbières. L'altitude varie de 220 m à 924 m. Cette zone fait partie de la directive oiseaux qui a pour but la conservation des oiseaux sauvages. On y trouve l'aigle royal, le circaète Jean-le-Blanc, le crave à bec rouge, le faucon pèlerin, le grand-duc d'Europe, le martin-pêcheur d'Europe, le milan royal ou encore le vautour fauve.

### Jumelage et partenariats
Au 26 novembre 2012, Mouthoumet n'est jumelé avec aucune autre commune.

## Population et société

### Démographie
L'évolution du nombre d'habitants est connue à travers les recensements de la population effectués dans la commune depuis 1793. Pour les communes de moins de 10 000 habitants, une enquête de recensement portant sur toute la population est réalisée tous les cinq ans, les populations de référence des années intermédiaires étant quant à elles estimées par interpolation ou extrapolation. Pour la commune, le premier recensement exhaustif entrant dans le cadre du nouveau dispositif a été réalisé en 2006.

En 2022, la commune comptait 115 habitants, en évolution de +6,48 % par rapport à 2016 (Aude : +2,65 %, France hors Mayotte : +2,11 %).
| 1793 | 1800 | 1806 | 1821 | 1831 | 1836 | 1841 | 1846 | 1851 |
| ---- | ---- | ---- | ---- | ---- | ---- | ---- | ---- | ---- |
| 253  | 279  | 311  | 324  | 380  | 368  | 348  | 369  | 349  |

| 1856 | 1861 | 1866 | 1872 | 1876 | 1881 | 1886 | 1891 | 1896 |
| ---- | ---- | ---- | ---- | ---- | ---- | ---- | ---- | ---- |
| 397  | 354  | 341  | 360  | 314  | 365  | 350  | 331  | 296  |

| 1901 | 1906 | 1911 | 1921 | 1926 | 1931 | 1936 | 1946 | 1954 |
| ---- | ---- | ---- | ---- | ---- | ---- | ---- | ---- | ---- |
| 265  | 290  | 255  | 190  | 192  | 167  | 168  | 155  | 149  |

| 1962 | 1968 | 1975 | 1982 | 1990 | 1999 | 2006 | 2011 | 2016 |
| ---- | ---- | ---- | ---- | ---- | ---- | ---- | ---- | ---- |
| 123  | 92   | 71   | 102  | 65   | 86   | 106  | 121  | 108  |

| 2021 | 2022 | - | - | - | - | - | - | - |
| ---- | ---- | - | - | - | - | - | - | - |
| 112  | 115  | - | - | - | - | - | - | - |

### Enseignement

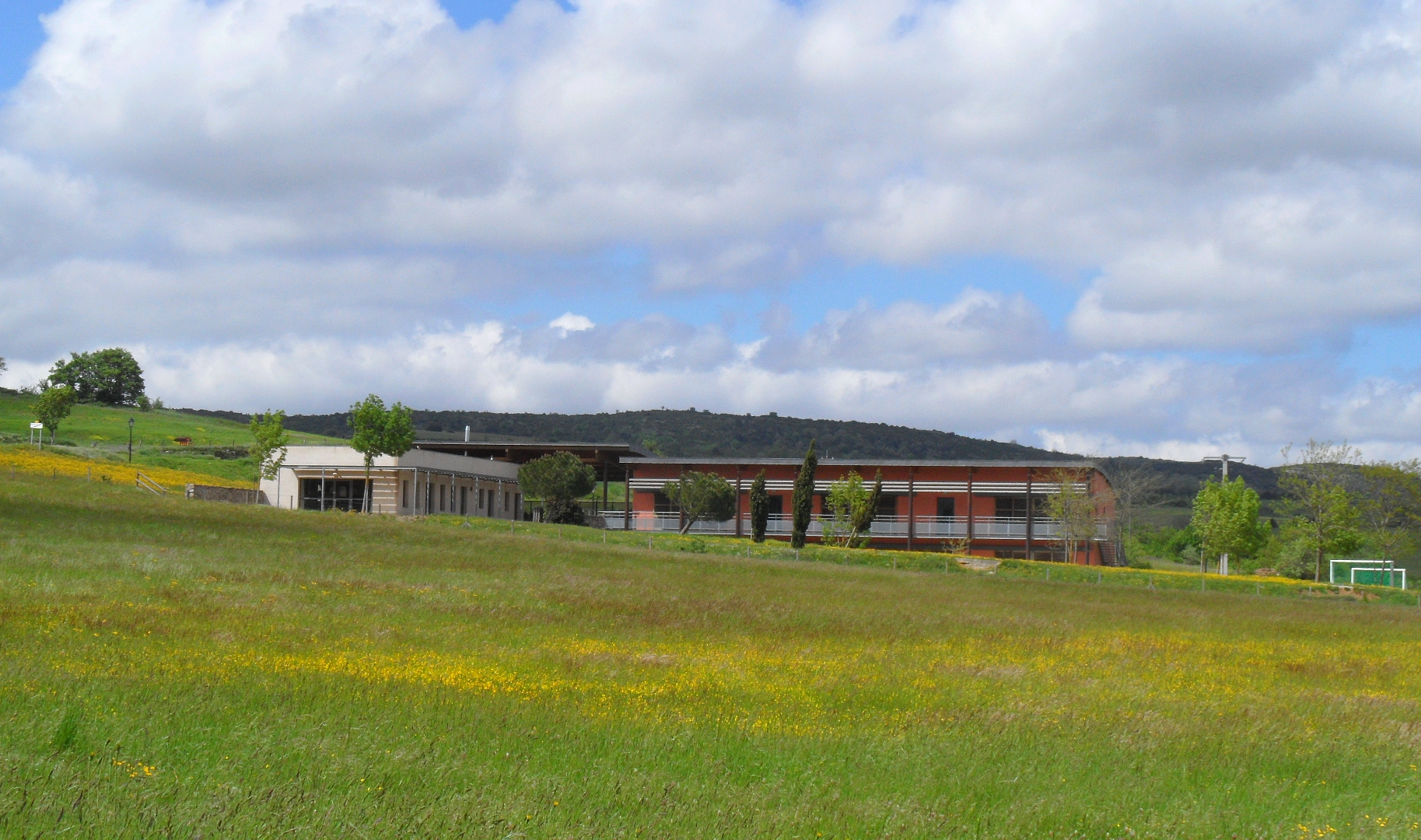
École de Mouthoumet.

Mouthoumet est situé dans l'académie de Montpellier.
L'école maternelle et élémentaire du massif de Mouthoumet scolarise les enfants de tout le canton.

## Économie

### Emploi
| Division       | 2008   | 2013   | 2018   |
| -------------- | ------ | ------ | ------ |
| Commune        | 7,8 %  | 15,2 % | 25 %   |
| Département    | 10,2 % | 12,8 % | 12,6 % |
| France entière | 8,3 %  | 10 %   | 10 %   |

En 2018, la population âgée de 15 à 64 ans s'élève à 67 personnes, parmi lesquelles on compte 64,7 % d'actifs (39,7 % ayant un emploi et 25 % de chômeurs) et 35,3 % d'inactifs,. En  2018, le taux de chômage communal (au sens du recensement) des 15-64 ans est supérieur à celui du département et de la France, alors qu'en 2008 la situation était inverse.
La commune est hors attraction des villes,. Elle compte 68 emplois en 2018, contre 96 en 2013 et 94 en 2008. Le nombre d'actifs ayant un emploi résidant dans la commune est de 27, soit un indicateur de concentration d'emploi de 256,6 % et un taux d'activité parmi les 15 ans ou plus de 47,8 %.
Sur ces 27 actifs de 15 ans ou plus ayant un emploi, 18 travaillent dans la commune, soit 67 % des habitants. Pour se rendre au travail, 48,1 % des habitants utilisent un véhicule personnel ou de fonction à quatre roues, 3,7 % les transports en commun, 33,3 % s'y rendent en deux-roues, à vélo ou à pied et 14,8 % n'ont pas besoin de transport (travail au domicile).

### Activités hors agriculture

#### Secteurs d'activités
13 établissements sont implantés  à Mouthoumet au 31 décembre 2019.
Le secteur du commerce de gros et de détail, des transports, de l'hébergement et de la restauration est prépondérant sur la commune puisqu'il représente 38,5 % du nombre total d'établissements de la commune (5 sur les 13 entreprises implantées  à Mouthoumet), contre 32,3 % au niveau départemental.

### Revenus de la population et fiscalité
En 2010, le revenu fiscal médian par ménage était de 7 236 €, ce qui plaçait Mouthoumet au 31 490e rang parmi les 31 525 communes de plus de 39 ménages en métropole.

### Agriculture
|               | 1988 | 2000 | 2010 | 2020 |
| ------------- | ---- | ---- | ---- | ---- |
| Exploitations | 3    | 2    | 2    | 3    |
| SAU (ha)      | 396  | 410  | nd   | 256  |

La commune est dans le Pays de Sault, une petite région agricole occupant le sud-ouest du département de l'Aude, également dénommée localement « Pyrénées centrales et pays de Sault ». En 2020, l'orientation technico-économique de l'agriculture  sur la commune est la polyculture et/ou le polyélevage. Trois exploitations agricoles ayant leur siège dans la commune sont dénombrées lors du recensement agricole de 2020 (trois en 1988). La superficie agricole utilisée est de 256 ha,,.

### Emploi
En 2009 la population de Mouthoumet se répartissait ainsi : 62 % d'actifs et 38 % d'inactifs dont 12.7 % de retraités et 5.1 % d'élèves, d'étudiants et de stagiaires non rémunérés.
Le taux de chômage était de 24.4 %.

### Commerces et entreprises
Au 31 décembre 2010 Mouthoumet comptait 28 établissements : huit dans l’agriculture-sylviculture-pêche, deux dans l'industrie, trois dans la construction, huit dans le commerce-transports-services divers et sept étaient relatifs au secteur administratif.
En 2011, une entreprise a été créée à Mouthoumet dans le domaine du commerce-transports-services divers.

## Culture et patrimoine

### Lieux et monuments

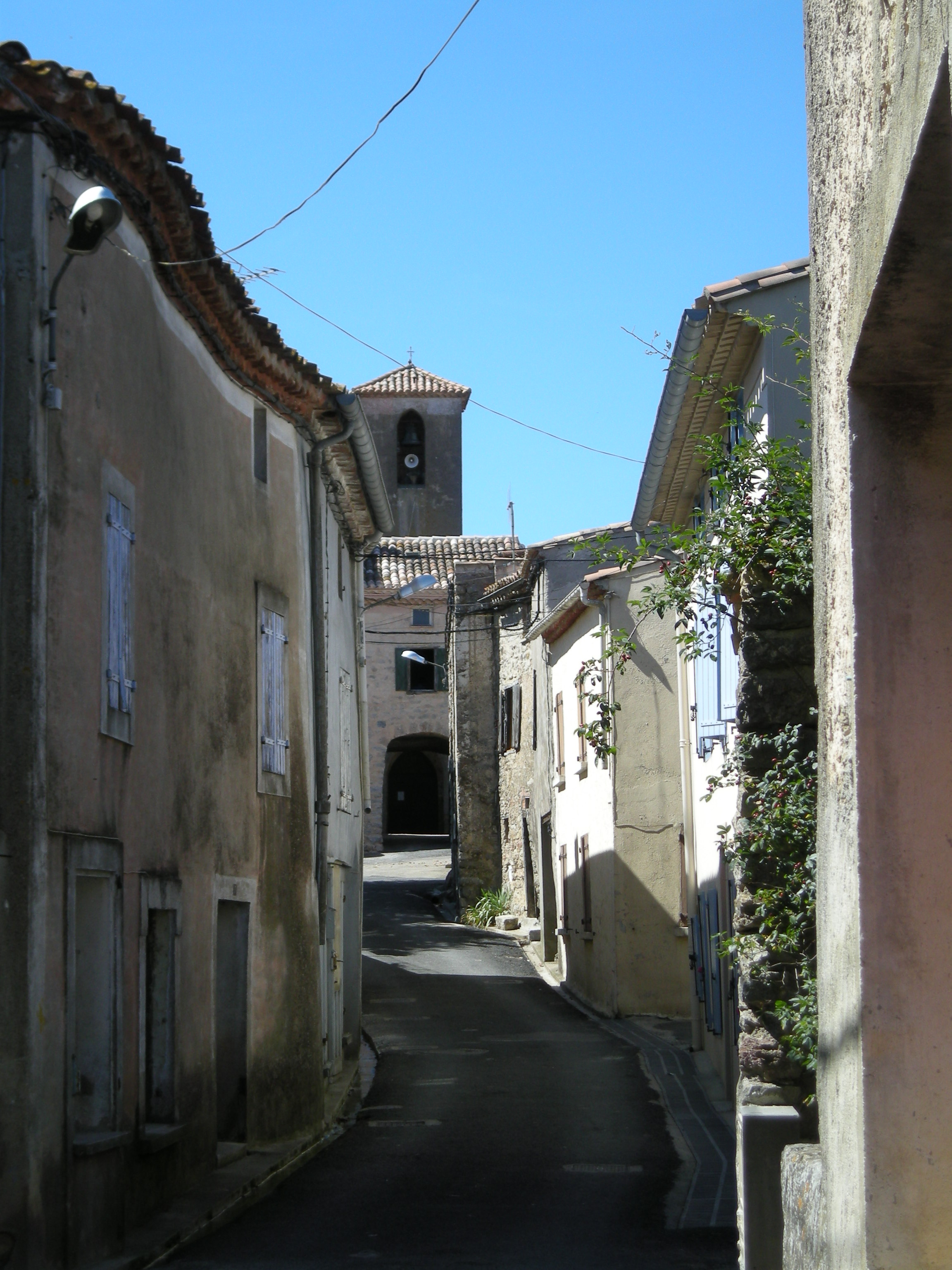
Rue donnant sur le passage couvert et l'église.

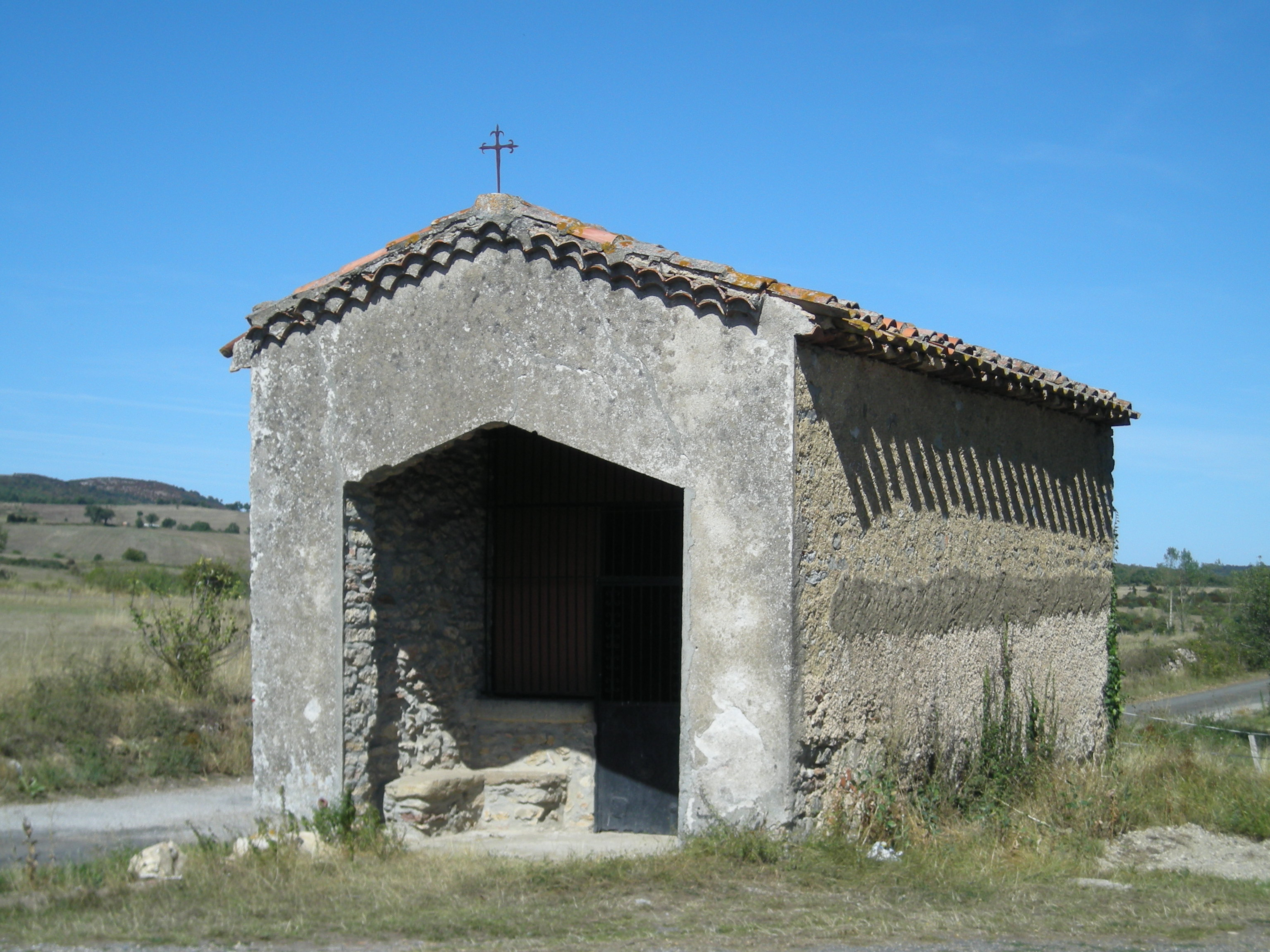
Chapelle Saint-Anne.

- L'église Saints-Julien-et-Basilisse de Mouthoumet, dédiée aux Saints Julien et Basilisse, est à l'origine un édifice roman à chevet plat, a été reconstruite au milieu du XIXe siècle.
- Chapelle Sainte-Anne de Mouthoumet.

### GR36
Le GR 36 passe à Mouthoumet, ce chemin de grande randonnée relie la Manche à la mer Méditerranée partant de Ouistreham et arrivant à Bourg-Madame. Il passe à Caen, Angoulême, Cahors et Carcassonne avant de croiser à plusieurs reprises le sentier cathare dans le sud des Corbières. Mouthoumet est situé entre Termes et Rouffiac-des-Corbières sur le tracé du GR.

### Personnalités liées à la commune
- Olivier de Termes (1200-1274), seigneur de Termes et de Mouthoumet.

### Héraldique
| Blason de Mouthoumet | Blason  | De vair à une fasce fuselée d'or et d'azur.      |
| Blason de Mouthoumet | Détails | Le statut officiel du blason reste à déterminer. |